# Алієва Сакіна Аббас-кизи
Сакіна Аббас кизи Алієва (азерб. Səkinə Abbas qızı Əliyeva) — азербайджанська радянська господарська, державна і політична діячка.

## Життєпис
Народилася 1925 року в Нахічевані. Член КПРС.
Від 1951 року — на господарській, суспільній і політичній роботі. Протягом 1951—1990 років — інструктор Нахичеванського обласного комітету КП(б) Азербайджану, завідувачка Відділом Нахічеванського обласного комітету КП Азербайджану, керівниця лекторської групи Нахічеванського обласного комітету КП Азербайджану, міністр освіти Нахічеванської АРСР, секретарка Нахічеванського обласного комітету КП Азербайджану. Обиралася депутаткою Верховної Ради Азербайджанської РСР 6-11-го скликань. 1964 року була обрана головою Президії Верховної Ради Нахічеванської АРСР, ставши першою в історії азербайджанкою-головою парламенту. Перебувала на цій посаді і після 19 січня 1990 року, коли ВР Нахічевані в односторонньому порядку ухвалила рішення про відокремлення автономної республіки від СРСР. У квітні 1990 року відсторонена від посади і надалі політикою не займалася.
Померла 2010 року.